# Toshio Iwatani
Toshio Iwatani (Prefectura de Hyogo, Japó, 24 d'octubre de 1925 - 1 de març de 1970), fou un futbolista japonès.

## Selecció japonesa
Toshio Iwatani va disputar 8 partits amb la selecció japonesa.